# Истмейн (река)
Истмейн (фр. Rivière Eastmain; англ. Eastmain River) — река в северо-западном Квебеке. Длина русла составляет 756 км. Истоки Истмейн находятся в центре провинции, а впадает река в залив Джеймс. Название "Истмейн" происходит от англ. East Main — "восточный Мейн" — старое название восточной части залива Джеймс. Площадь водосборного бассейна — 46400 км². В устье реки находится одноимённое поселение индейского народа кри.

## Топонимия
Своё название река получила от Отделения Компании Гудзонова залива в регионе Восточный Мэйн, в который входило восточное и южное побережье Гудзонова залива. Старейший торговый пост Компании был основан здесь в 1685 году.

## Гидроэнергетика

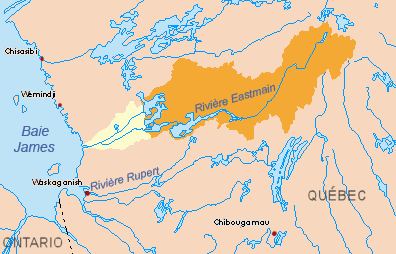
Естественный бассейн реки Истмейн показан жёлтым и оранжевым, преобразованный — оранжевым.

Начиная с 1980-х годов большая часть воды отводится из реки и по каналам доставляется в одно из водохранилищ проекта Залив Джеймс, Робер-Бурасса, принадлежащее компании Hydro-Québec. Нынешний сток значительно уступает естественному, благодаря чему река начала замерзать зимой.
В верховьях реки продолжается гидротехническое строительство в рамках Договора о заливе Джеймса и Северном Квебеке(1975 год). В частность, площадь зеркала водохранилища Истмейн составит около 600 км², а ГЭС Истмейн-1 будет вырабатывать до 900 МВт энергии.

### Экологические проблемы
Для обеспечения беспрепятственной жизнедеятельности нектона (в том числе рыбы) в реке в конструкции ГЭС Истмейн-1 были предусмотрены специальные каналы, по которым рыба должна была проходить в обход плотины, однако в ходе испытаний обнаружилось, что слишком высокие скорости потока воды в канале не позволяют рыбе подниматься вверх по течению.

### Критика проекта
Осуществление проекта переброски вод из бассейна реки Истмейн привело к существенному обмелению реки в нижнем течении, что вызвало протесты местных жителей, в том числе индейцев кри.

## Полезные ископаемые в бассейне реки
В бассейне реки Истмейн находится одноимённое месторождение золота (англ. Eastmain), потенциальные запасы руды которого оцениваются в 1015000 тонн (содержание золота — 15 г/т).